# ケント・エマニュエル
- ケント・エマヌエル

ケント・ジェフリー・エマニュエル（Kent Jeffrey Emanuel, 1992年6月4日 - ）は、アメリカ合衆国ジョージア州ウッドストック出身のプロ野球選手。左投左打（投手）。アメリカ独立リーグ・アトランティックリーグのハイポイント・ロッカーズ所属。

## 経歴

### プロ入りとアストロズ時代
2010年のMLBドラフト19巡目（全体567位）でピッツバーグ・パイレーツから指名されたが、この時は契約しなかった。
2013年のMLBドラフト3巡目（全体74位）でヒューストン・アストロズから指名され、プロ入り。この年は傘下ルーキー級ガルフ・コーストリーグ（GCL）のGCLアストロズでプロデビュー。4試合に登板した。
2014年はA級クアッドシティーズ・リバーバンディッツとA+級ランカスター・ジェットホークス合計で27試合（うち先発18試合）に登板し、9勝7敗2セーブ、防御率4.21という成績を残した。
2015年はAA級コーパスクリスティ・フックスで4試合（うち先発2試合）に登板して、1勝1敗、防御率3.68という成績を残した。
2016年もAA級コーパスクリスティに所属し、 17試合（うち先発16試合）に登板して6勝4敗1セーブ、防御率5.23という成績を残した。
2017年はAA級コーパスクリスティとAAA級フレズノ・グリズリーズ合計で25試合（うち先発19試合）に登板し、6勝7敗1セーブ、防御率5.72という成績を残した。
2018年もAAA級フレズノに所属し、31試合（うち先発10試合）に登板して5勝4敗1セーブ3ホールド、防御率5.59という成績を残した。
2019年はAAA級ラウンドロック・エクスプレスで28試合（うち先発7試合）に登板して、8勝2敗1セーブ3ホールド、防御率3.90という成績を残した。またオフの11月4日にメジャー契約を結んで40人枠入りした。
2020年8月6日に禁止薬物のデヒドロクロロメチルテストステロンの陽性反応を示したため、80試合の出場停止処分を受けた。
2021年は4月23日にメジャーに昇格し、4月24日のロサンゼルス・エンゼルス戦で先発のジェイク・オドリッジが前腕部の貼りを訴えわずか5球で降板したため、急遽マウンドに上がった。9回まで8回2/3イニングを一人で投げ抜き、被安打5、5奪三振、無四球、失点はアルバート・プホルスと大谷翔平のソロ本塁打2本の2点に抑えた。試合は16-2で勝利し、メジャー初登板で初勝利を飾った。デビュー戦でリリーフとして8イニング以上を投げ勝利投手となったのは47年ぶりの快挙であった。5月28日に左ひじ痛のため10日間の故障者リスト入り。その後左ひじの内側側副靭帯の手術を行い、6月23日に60日間の故障者リスト入りした。

### フィリーズ傘下時代
2021年11月19日にウェイバー公示を経てフィラデルフィア・フィリーズに移籍した。
2022年3月20日に左肘の故障で60日間の負傷者リストに入った。7月8日にマイナーオプションにより傘下AAA級のリーハイバレー・アイアンピッグスに配属された。このシーズンはメジャーでの登板は無く、11月10日にFAとなった。

### パイレーツ傘下時代
2023年2月10日にピッツバーグ・パイレーツとマイナー契約を結んだ。このシーズンは傘下AAA級のインディアナポリス・インディアンズで20試合に登板し防御率6.12を記録した。8月10日にFAとなった。

### マーリンズ時代
2024年2月8日にマイアミ・マーリンズとマイナー契約を結んだ。4月1日にメジャー契約を結んで3シーズンぶりにアクティブ・ロースター入りした。この年はメジャー昇格とマイナー降格を繰り返し、9月3日に実にシーズン5度目となるDFAを経て、9月6日にAAA級ジャクソンビル・ジャンボシュリンプに完全移籍した。オフの10月1日にFAとなった。

### 独立リーグ時代
2025年4月7日にアトランティックリーグのハイポイント・ロッカーズと契約した。

## 詳細情報

### 年度別投手成績
| 年 度    | 球 団    | 登 板 | 先 発 | 完 投 | 完 封 | 無 四 球 | 勝 利 | 敗 戦 | セ 丨 ブ | ホ 丨 ル ド | 勝 率 | 打 者 | 投 球 回 | 被 安 打 | 被 本 塁 打 | 与 四 球 | 敬 遠 | 与 死 球 | 奪 三 振 | 暴 投 | ボ 丨 ク | 失 点 | 自 責 点 | 防 御 率 | W H I P |
| -------- | -------- | ----- | ----- | ----- | ----- | -------- | ----- | ----- | -------- | ----------- | ----- | ----- | -------- | -------- | ----------- | -------- | ----- | -------- | -------- | ----- | -------- | ----- | -------- | -------- | ------- |
| 2021     | HOU      | 10    | 0     | 0     | 0     | 0        | 1     | 0     | 0        | 0           | 1.000 | 68    | 17.2     | 12       | 4           | 4        | 0     | 1        | 13       | 0     | 0        | 5     | 5        | 2.55     | 0.91    |
| MLB：1年 | MLB：1年 | 10    | 0     | 0     | 0     | 0        | 1     | 0     | 0        | 0           | 1.000 | 68    | 17.2     | 12       | 4           | 4        | 0     | 1        | 13       | 0     | 0        | 5     | 5        | 2.55     | 0.91    |

- 2021年度シーズン終了時

### 背番号
- 0 (2021年)
- 74 (2024年)